# Emilie Hegh Arntzen
Emilie Hegh Arntzen (Skien, 1 januari 1994) is een Noorse handbalster.

## Carrière

### Club
Arntzen speelde in haar jeugd voor Stord, Gulset en Herkules. Daarna werd ze gehaald door Gjerpen, dat in het seizoen 2010/11 in het op een na hoogste niveau van Noorse competitie uitkwam. In de twee seizoenen daarna speelde Gjerpen in de derde klasse, waarna ze met Gjerpen weer promoveerde naar de tweede klasse. In het seizoen 2013/14 werd ze met 196 doelpunten topscorer van de Noorse tweede klasse. Dat leverde haar een contract op bij eerstedivisieclub Byåsen IL. In zomer van 2017 stapte ze over naar topclub Vipers Kristiansand. Met de Vipers won ze in 2017 en 2019 de Norgesmesterskap, de Noorse bekercompetitie en in 2018, 2019, 2020 en 2021 het Noorse kampioenschap. Ook won ze met Vipers in 2021 de EHF Champions League in 2021.
Na dat seizoen maakte ze de overstap naar de Roemeense eersteklasser CSM Boekarest. Met Boekarest won ze in 2022 het Roemeense bekertoernooi.

### Nationaal team
Arntzen doorliep alle Noorse jeugdteams. Ze eindigde als derde met Noorwegen op het Europees Kampioenschap U-17 2011, derde op het Wereldkampioenschap U-18 2012, vierde op het Europees Kampioenschap U-19 2013 en negende op het Wereldkampioenschap U-20 2013 in 2014. Sinds 2014 maakt Arntzen deel uit van het Noorse nationale team. Ze debuteerde op 15 juni in een wedstrijd tegen Zweden. Later dat jaar behoorde tot de Noorse EK selectie en werd Europees Kampioen.
Op de Olympische Spelen van 2016 in Rio de Janeiro won ze brons met de Noorse ploeg. In 2016 voegde ze voor de tweede keer goud op het EK toe aan haar palmares. Een jaar later kwam daar nog een zilveren medaille op het WK in Duitsland bij. In 2020 won ze voor de derde keer het EK. Ze scoorde acht goals tijdens het toernooi. Het jaar daarop won ze voor het eerst de wereldtitel. Op de Olympische Spelen van Tokyo kwam ze niet in actie, maar was ze wel door de bondscoach aangewezen als reserve.

## Privé
Arntzen is de dochter van voormalig handbalinternational Hanne Hegh en handbaltrainer Ketil Arntzen.
| Logo van de Olympische Spelen | Goud | Zilver | Brons | Logo van de Olympische Spelen |
|                               | 0    | 0      | 1     |                               |

1.  Laura Glauser ·
2. Mihaela Mihai ·
3.  Emilie Hegh Arntzen ·
7.  Grâce Zaadi ·
8. Cristina Neagu  ·
9. Andreea Rotaru ·
10. Ștefania Stoica ·
12.  Marie Davidsen ·
14.  Željka Nikolić ·
16.  Evelina Eriksson ·
17.  Elizabeth Omoregie ·
18.  Jennifer Gutiérrez ·
20.  Laura Flippes ·
21. Alexandra Dindiligan ·
25.  Trine Østergaard ·
28.  Monika Kobylińska ·
49. Andreea Ailincăi ·
51.  Vilde Ingstad ·
77. Crina Pintea ·
Coach: Adrian Vasile
1.  Laura Glauser ·
2. Mihaela Mihai ·
3.  Emilie Hegh Arntzen ·
6.  Malin Aune ·
7. Alicia Gogîrlă ·
8. Cristina Neagu  ·
9.  Grâce Zaadi ·
10. Ștefania Stoica ·
11. Mioara Bianca Ciubotaru ·
12.  Marie Davidsen ·
13. Andreea Gheorghe ·
14.  Kalidiatou Niakaté ·
15.  Andrea Klikovac ·
16.  Evelina Eriksson ·
17.  Elizabeth Omoregie ·
20. Irina Maxim ·
21. Alexandra Dindiligan ·
22. Katia Supiala ·
27. Nadia Mohamed Mariam ·
28.  Siraba Dembélé ·
49. Andreea Ailincăi ·
51.  Marina Sudakova ·
66.  Ema Alivodic ·
77. Crina Pintea ·
Coach: Adrian Vasile
1. Andrea Austmo Pedersen ·
2. Karoline Olsen ·
3. Emilie Hegh Arntzen ·
4. Tonje Haugjord Refsnes ·
6. Malin Aune ·
7.  Carolina Morais ·
8. Karine Emilie Dahlum ·
9. Nora Mørk ·
10. Vilde Kaurin Jonassen ·
11. Silje Waade ·
12.  Evelina Eriksson ·
15. Linn Jørum Sulland ·
16. Katrine Lunde ·
19. June Andenæs ·
20. Jeanett Kristiansen ·
21. Ragnhild Valle Dahl ·
22. Marta Tomac ·
24. Hanna Yttereng ·
25. Henny Reistad ·
27. Sunniva Næs Andersen ·
37.  Jana Knedlíková ·
55. Heidi Løke  ·
Coach: Ole Gustav Gjekstad

Resultaten: Kampioen Eliteserien – Winnaar Norgesmesterskapet – Winnaar EHF Champions League
1. Andrea Austmo Pedersen ·
2. Karoline Olsen ·
3. Emilie Hegh Arntzen ·
4. Tonje Haugjord Refsnes ·
6. Malin Aune ·
7.  Carolina Morais ·
8. Karine Emilie Dahlum ·
10. Vilde Kaurin Jonassen ·
11. Silje Waade ·
12.  Yang Yurou ·
15. Linn Jørum Sulland ·
16. Katrine Lunde ·
19. June Andenæs ·
21. Ragnhild Valle Dahl ·
22. Marta Tomac ·
23. Josefine Intelhus ·
24. Hanna Yttereng ·
25. Henny Reistad ·
27. Sunniva Næs Andersen ·
55. Heidi Løke  ·
Coach: Ole Gustav Gjekstad

Resultaten: kampioen Eliteserien – winnaar Norgesmesterskapet – hoofdronde EHF Champions League
2. Karoline Olsen ·
3. Emilie Hegh Arntzen ·
4. Tonje Haugjord Refsnes ·
6. Malin Aune ·
7.  Carolina Morais ·
8. Karine Emilie Dahlum ·
9.  Mathilde Kristensen ·
11. Silje Waade ·
12. Eline Fagerheim ·
15. Linn Jørum Sulland ·
16. Katrine Lunde ·
17. Pernille Wibe ·
20. Jeanett Kristiansen ·
22. Marta Tomac ·
23. Josefine Intelhu ·
24. Hanna Yttereng ·
25. Henny Reistad ·
27. Sunniva Næs Andersen ·
Coach: Ole Gustav Gjekstad

Resultaten: kampioen Eliteserien – winnaar Norgesmesterskapet – 3e plaats EHF Champions League
1.  Sakura Hauge ·
2. Karoline Olsen ·
3. Emilie Hegh Arntzen ·
4. Tonje Haugjord Refsnes ·
6. Malin Aune ·
7. Kari Brattset  ·
8. Kristin Nørstebø ·
9.  Mathilde Kristensen ·
10. Vilde Kaurin Jonassen ·
13. Kristine Lunde-Borgersen ·
14. Pernille Wang Skaug ·
15. Linn Jørum Sulland ·
16. Katrine Lunde ·
20. Jeanett Kristiansen ·
22. Marta Tomac ·
24. Lina Jensen ·
25. Mathilde Flo Hjetland ·
26. Karine Emilie Dahlum ·
27. Sunniva Amalie Næs Andersen ·
Coach: Kenneth Gabrielsen

Resultaten: kampioen Eliteserien – winnaar Norgesmesterskapet – groepsfase EHF Champions League – finale EHF Cup
3. Maren Nyland Aardahl ·
4. Emilie Hegh Arntzen ·
5. Kristin Venn ·
6. Moa Høgdahl ·
9.  Teodora Tomac ·
10. Silje Waade ·
11. Ida Alstad ·
12. Tonje Haug Lerstad ·
13. Maja Magnussen ·
15. Marie Henriksen ·
16. Andrea Austmo Pedersen ·
17. Oda Uthus ·
19. Jenny Groetan ·
20. Marit Røsberg Jacobsen ·
21. Marte Nygård Pedersen ·
22. Ida Marie Nagelhus Hernes ·
23. Maria Hjertner ·
24. Eirin Skogen ·

Resultaten: 4e plaats Eliteserien – 1/4 finale Norgesmesterskapet – groepsfase EHF Cup
3. Maren Nyland Aardahl ·
5. Kristin Venn ·
7. Maren Gundersen ·
9.  Teodora Tomac ·
10. Silje Katrine Waade ·
12. Tonje Haug Lerstad ·
13. Maja Magnussen ·
15. Marie Henriksen ·
16. Andrea Austmo Pedersen ·
17. Oda Uthus ·
18. Emilie Hegh Arntzen ·
20. Marit Røsberg Jacobsen ·
21. Moa Høgdahl ·
22. Ida Marie Nagelhus Hernes ·
23. Maria Hjertner ·
25. Marte Nygård Pedersen ·
81. Jenny Grøtan ·
Coach:  Claus Mogensen

Resultaten: 3e plaats Eliteserien – 1/8 finale Norgesmesterskapet
1. Ingrid Ødegård ·
3. Maren Nyland Aardahl ·
4. Tonje Nøstvold ·
5. Kristin Venn ·
6.  Marta Tomac ·
7. Maren Gundersen ·
9.  Teodora Tomac ·
10. Silje Katrine Waade ·
11. Vera Bekken ·
12. Tonje Haug Lerstad ·
14. Astrid Mjøen Holstad ·
15. Marie Henriksen ·
16. Andrea Austmo Pedersen ·
17. Oda Uthus ·
18. Emilie Hegh Arntzen ·
19. June Andenæs ·
20. Marit Røsberg Jacobsen ·
21. Moa Høgdahl ·
22. Ida Marie Nagelhus Hernes ·
23. Maria Hjertner ·
24. Marthe Dyrdal ·
25. Marte Nygård Pedersen ·
81. Jenny Grøtan ·
Coach:  Claus Mogensen

Resultaten: 5e plaats Eliteserien – 1/4 finale Norgesmesterskapet – kwalificatieronde EHF Champions League – 1/4 finale EHF Beker voor Bekerwinnaars